# برينت تومسون
برينت تومسون هو لاعب هوكي الجليد كندي، ولد في 9 يناير 1971 في كالغاري في كندا.

## وصلات خارجية
- برينت تومسون على موقع دوري الهوكي الوطني (الإنجليزية)
- برينت تومسون على موقع قاعة مشاهير الهوكي (لاعب أن.إتش.أل) (الإنجليزية)
- برينت تومسون على موقع EliteProspects.com (الإنجليزية)
- برينت تومسون على موقع HockeyDB.com (الإنجليزية)
- برينت تومسون على موقع Hockey-Reference.com (الإنجليزية)